# Michael Dabringer
Michael Dabringer (ur. 3 sierpnia 1977) – austriacki snowboardzista. Nie startował na igrzyskach olimpijskich. Zajął 11. miejsce w slalomie równoległym na mistrzostwach w Kreischbergu. Najlepsze wyniki w Pucharze Świata osiągnął w sezonie 2002/2003, kiedy to był dziewiąty w klasyfikacji generalnej.

## Sukcesy

### Mistrzostwa Świata
| Miejsce | Dzień       | Rok  | Miejscowość | Konkurencja       | Zwycięzca         |
| ------- | ----------- | ---- | ----------- | ----------------- | ----------------- |
| 11.     | 14 stycznia | 2003 | Kreischberg | Slalom równoległy | Siegfried Grabner |

### Puchar Świata

#### Miejsca w klasyfikacji generalnej
- 1997/1998:127.
- 2001/2002:–
- 2002/2003:9.
- 2003/2004:–

#### Miejsca na podium
1. Whistler – 18 grudnia 2002 (Slalom równoległy) – 2. miejsce
2. Serre Chevalier – 9 marca 2003 (Slalom równoległy) – 2. miejsce